# Anders Jonell
Lars Anders Jonell (* 20. Februar 1973 in Skövde) ist ein ehemaliger schwedischer Freestyle-Skier. Er startete in den Buckelpisten-Disziplinen Moguls und Dual Moguls.

## Werdegang
Jonell, der für den IFK Falun startete, trat international erstmals bei den Internationalen Jugendmeisterschaften 1991 in Le Sauze in Erscheinung, wobei er den 33. Platz im Moguls errang und startete zu Beginn der Saison 1992/93 in Tignes erstmals im Weltcup. Dort sprang er auf den 18. Platz im Moguls und erreichte im weiteren Saisonverlauf mit sechsten Plätzen im Moguls in Lake Placid sowie Lillehammer und den achten Rang in Meiringen-Hasliberg seine ersten Top-Zehn-Platzierungen im Weltcup. Er kam damit abschließend auf den 14. Platz im Moguls-Weltcup und belegte beim Saisonhöhepunkt, den Weltmeisterschaften 1993 in Altenmarkt-Zauchensee, den 44. Platz im Moguls-Wettbewerb. In der folgenden Saison errang er im Weltcup zwei Top-Zehn-Platzierungen und wurde in Lillehammer bei seiner einzigen Teilnahme an Olympischen Winterspielen Elfter im Moguls-Wettbewerb. In der Saison 1994/95 nahm er an neun Weltcups teil und kam dabei viermal unter die ersten Zehn. Er belegte damit abschließend den 29. Platz im Gesamtweltcup sowie den zehnten Rang im Moguls-Weltcup. Zudem sprang er bei den Weltmeisterschaften 1995 in La Clusaz auf den 13. Platz im Moguls. Nach den Plätzen 19 und eins beim Europacup in Sölden zu Beginn der Saison 1995/96, erreichte er in Tignes mit dem dritten Platz im Dual Moguls seine einzige Podestplatzierung im Weltcup und wurde damit Zwölfter im Dual-Moguls-Weltcup. In der Saison 1996/97 fuhr er mit zwei Top-Zehn-Platzierungen auf den 15. Platz im Moguls-Weltcup und in der Saison 1997/98 mit vier Top-Zehn-Ergebnissen auf den 16. Rang im Dual-Moguls-Weltcup. Zudem belegte er bei den Weltmeisterschaften 1997 im Iizuna Kōgen Sukī-jō den 43. Platz im Moguls und nahm im März 1998 in Altenmarkt-Zauchensee letztmals am Weltcup teil, wobei er den neunten Platz im Dual Moguls errang.

## Erfolge

### Olympische Spiele
- 1994 Lillehammer: 11. Platz Moguls

### Weltmeisterschaften
- 1993 Altenmarkt: 44. Platz Moguls
- 1995 La Clusaz: 13. Platz Moguls
- 1997 Iizuna kogen: 43. Platz Moguls

### Weltcup-Gesamtplatzierungen
Jonell nahm an 60 Weltcups teil und erreichte 16 Top-Zehn-Platzierungen sowie eine Podestplatzierung.
| Saison  | Gesamt | Gesamt | Moguls | Moguls | Dual Moguls | Dual Moguls |
| Saison  | Punkte | Platz  | Punkte | Platz  | Punkte      | Platz       |
| ------- | ------ | ------ | ------ | ------ | ----------- | ----------- |
| 1992/93 | 52     | 44.    | 472    | 14.    | –           | –           |
| 1993/94 | 24     | 75.    | 188    | 30.    | –           | –           |
| 1994/95 | 66     | 29.    | 464    | 10.    | –           | –           |
| 1995/96 | 8      | 98.    | 60     | 42.    | 88          | 12.         |
| 1996/97 | 48     | 46.    | 240    | 15.    | 48          | 30.         |
| 1997/98 | 31     | 65.    | 156    | 27.    | 124         | 16.         |